# خوان مانويل لوباتو
خوان مانويل لوباتو (بالإسبانية: Juan Manuel Lobato Lobato)‏ هو لاعب كرة قدم إسباني في مركز الدفاع، ولد في 10 مايو 1988 في لا يينا دي لا كونسيبسيون في إسبانيا. لعب مع كولتورال ليونيسا ونادي مالقا ونادي ياغوستيرا.

## وصلات خارجية
- خوان مانويل لوباتو على موقع قاعدة بيانات كرة القدم.إي يو (الإنجليزية)
- خوان مانويل لوباتو على موقع Soccerway.com (الإنجليزية)
- خوان مانويل لوباتو على موقع AS.com (الإسبانية)